# Juan Francisco Guillén Isso
Juan Francisco Guillén Isso fue el obispo de la Diócesis de Canarias entre 1739 y 1751. 
Nacido en Undués de Lerda, Zaragoza, hacia 1686, se doctoró en teología en la Universidad de Zaragoza. 
El 30 de septiembre de 1739 es nombrado obispo de la Diócesis de Canarias, pero no llegó a Las Palmas de Gran Canaria (sede de la Diócesis Canariense) hasta el 2 de febrero de 1741. Visitó todas las parroquias del archipiélago, y narró, en su visita a Fuerteventura, las batallas de Tuineje, Tamacite y Llano Florido.
El 15 de marzo de 1751 es trasladado a Burgos, donde muere en 1757.